# Freundlich (månekrater)
 For alternative betydninger, se Freundlich. (Se også artikler, som begynder med Freundlich)
Freundlich er et nedslagskrater på Månen. Det befinder sig på Månens bagside og er opkaldt efter den tysk-britiske astronom Erwin F. Freundlich (1885 – 1964).
Navnet blev officielt tildelt af den Internationale Astronomiske Union (IAU) i 1970. 

## Omgivelser
Freundlichkrateret ligger midtvejs mellem Trumplerkrateret mod nord-nordvest og det irregulære Buys-Ballotkrater mod syd-sydøst.

## Karakteristika
Krateret har en cirkulær rand, som er mest eroderet i den sydlige og nordlige ende. Grupper af kratere ligger over kraterbunden mod sydøst og nord, og den øvrige kraterbund er dækket af små enkeltkratere.

## Satellitkratere
De kratere, som kaldes satellitter, er små kratere beliggende i eller nær hovedkrateret. Deres dannelse er sædvanligvis sket uafhængigt af dette, men de får samme navn som hovedkrateret med tilføjelse af et stort bogstav. På kort over Månen er det en konvention at identificere dem ved at placere dette bogstav på den side af satellitkraterets midte, som ligger nærmest hovedkrateret. Freundlichkrateret har følgende satellitkratere:
| Freundlich | Længde  | Bredde   | Diameter |
| ---------- | ------- | -------- | -------- |
| G          | 24,5° N | 173,5° Ø | 25 km    |
| Q          | 22,7° N | 167,4° Ø | 17 km    |
| R          | 23,8° N | 167,8° Ø | 20 km    |

## Måneatlas
- Billeder af Freundlichkrateret i LPI-måneatlasset